# Marina Núñez
Marina Núñez (castellà: Marina Núñez Jiménez)  (Palència, 1966) és una artista multidisciplinària espanyola. Llicenciada en Belles Arts per la Universitat de Salamanca i doctora en la mateixa disciplina per la Universitat de Castilla-La Mancha, és professora titular de pintura a la facultat de belles arts de Pontevedra de la Universitat de Vigo. Des de 1988 exposa les seves obres en diferents galeries i museus d'Europa i Amèrica.
Podem trobar la seva obra en nombroses col·leccions privades i públiques com el Museu Nacional Centre d'Art Reina Sofia, ARTIUM, MUSAC, Museu Patio Herreriano, Es Baluard, Museu d'Art Jaume Morera, Centro de Arte Dos de Mayo, Fundació La Caixa, Fundació Botín, National Museum of Women in the Arts.

## Biografia
Artista, docent i investigadora. Formada a la facultat de Belles Arts de Salamanca és professora del departament de pintura de la facultat de Belles Arts de la Universitat de Vigo des de 1999. Pintora vocacional, la seva tècnica figurativa minuciosa s'ha anat diversificant i evolucionant cap a projectes centrats en les tecnologies. La incorporació de registres digitals li ha permès renovar el seu llenguatge artístic. Des de l'any 2004 forma part del grup d'investigació dx5 digital & graphic art research de la Universitat de Vigo.
Es mostra més interessada en els aspectes conceptuals que en els tècnics, en els discursos de fons de les obres, com ella mateixa comentava en una entrevista que li van fer l'any 2004 "...jo era una pintora (...) tothom t'acusava de ser pintora com si fos una cosa reaccionària. Jo també crec que va arribar un moment en la Història de l'Art en què la pintura va quedar desfasada conceptualment.".
Els seus interessos per la literatura i el cinema de ciència-ficció, els contes de terror, la literatura dels segles xviii i xix i els llibres d'anatomia, es fan palesos en la seva obra que sempre busca interpel·lar l'espectador.

## Obra

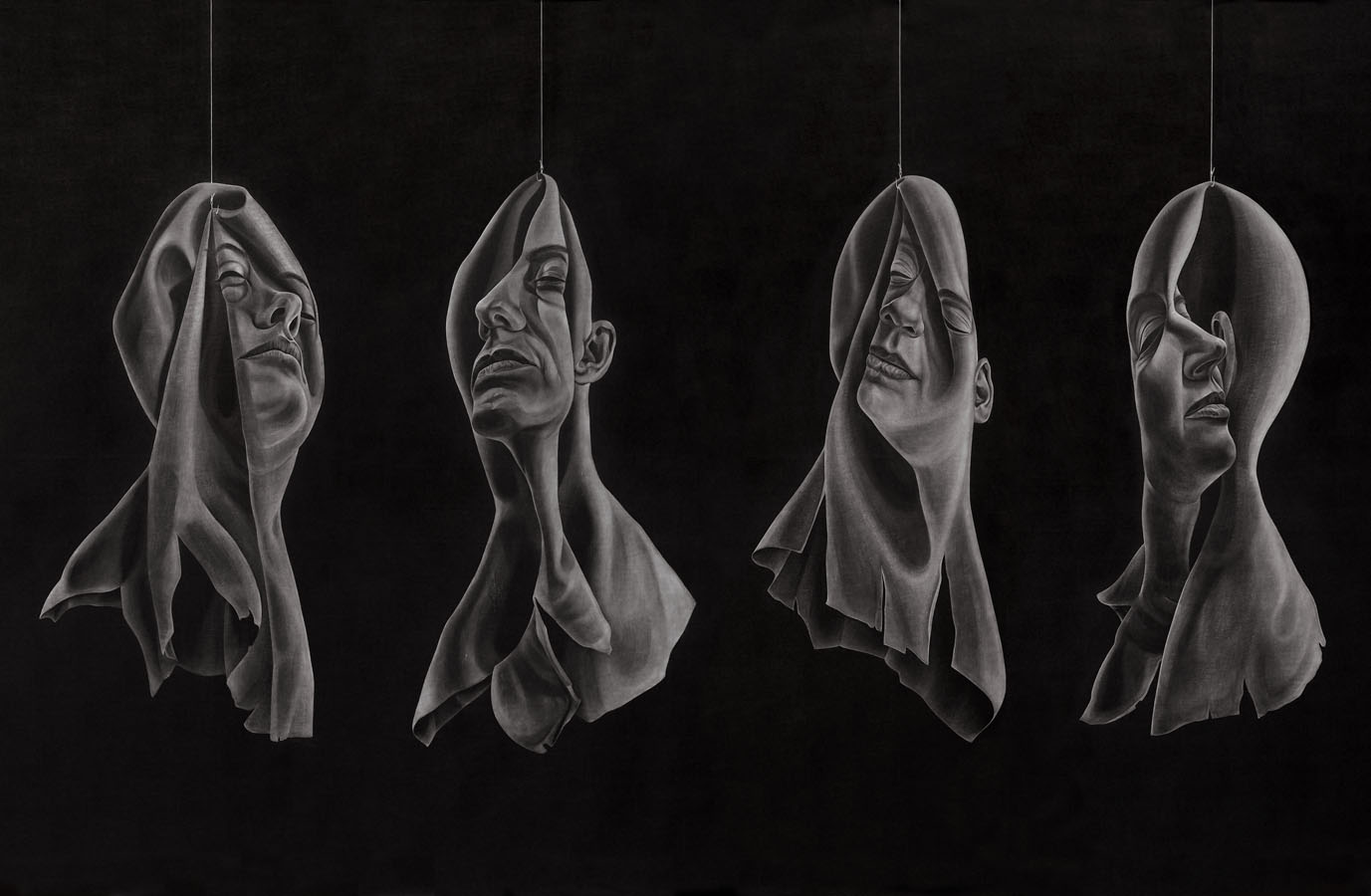
Marina Núñez "Sin título (ciencia ficción)", 2007 (Wikimedia commons)

La seva obra té un fort posicionament ideològic centrat en la dona i la seva identitat en les societats modernes. Ha estat una de les primeres artistes dins del panorama artístic espanyol a estructurar la seva obra sobre la qüestió del gènere. Els seus treballs mantenen una constant conceptual en els personatges aberrants-dones en la seva majoria- fora de la norma, en contra del cànon. Excèntriques,monstres, mortes i boges, formen la base de la seva iconografia. La seva atracció per les anomalies corporals i psíquiques femenines mostren el seu rebuig a la mirada masculina que les ha construït. La identitat femenina constitueix un espai contradictori i sobretot canviant en escenaris neutres i atemporals.
| « | La definición de “arte femenino" no me incomodaría si la gente que emplea el término supiera mejor de lo que habla. ¿Del arte hecho por mujeres? Porque este no es necesariamente femenino. ¿Del arte feminista? ¿De ciertas características temáticas o formales culturalmente asociadas a lo femenino, lo hagan hombres o mujeres? Eso sí me interesa, pero sin tópicos. (...) “En principio, yo diría que mi arte no es muy femenino, y sin embargo sí es feminista". | » |

L'imaginari de l'artista també s'endinsa en l'àmbit de la ciència-ficció, tractant-lo com una possible realitat a través de dones multiplicades i clonades per la tecnologia. Des de finals dels anys 90, la seva sèrie "ciència-ficció" crea una figura híbrida entre la màquina i l'ésser humà: un cyborg generant unes identitats futures que reflexionen sobre com els canvis en el cos comporten canvis en la identitat.

Marina Núñez ha sabut crear un món propi, un imaginari particular i recognoscible donant lloc a una obra personalíssima.

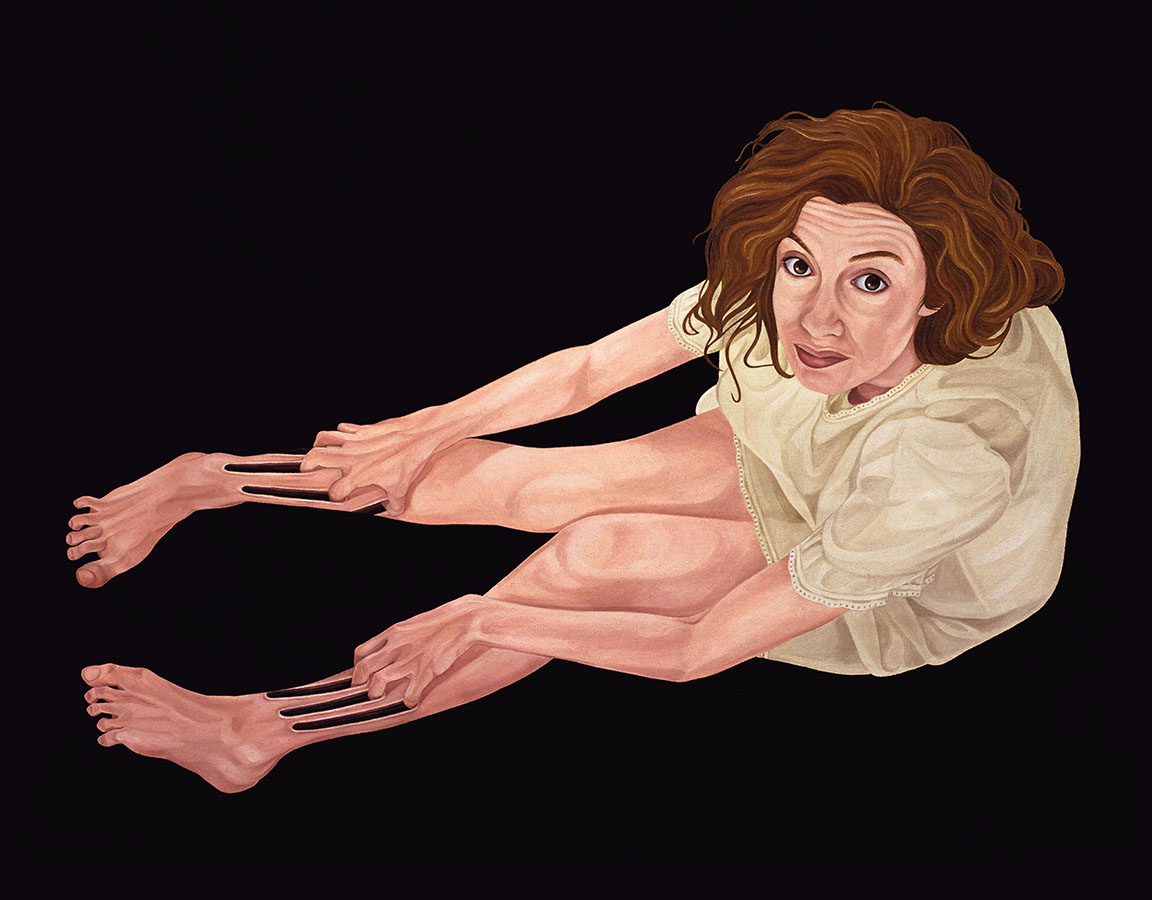
Marina Núñez, "Sin título (monstruas)", 1997, oli sobre llenç (Wikimedia Commons)

## Exposicions

### Exposicions individuals[8]
Algunes de les nombroses exposicions individuals de l'artista són: Fuera de sí, Espacio Marzana, Bilbao (2018). Un cuerpo extraño, instal·lació a la façana del IVAM (2017). Phantasma, Es Baluard (2017). El fuego de la visión, Artium (2016). El volcán, Casa del Lector (2013). Endemoniadas, Palacio del Conde Luna, León (2013). Worlds inside, app para iphone y ipad desarrollada pel Centre d'Art La Panera (2012). Organismo, Centro Niemeyer (2011). Demasiado mundo, Centre del Carme (2010). Mutaciones, Instituto Cervantes, Sao Paulo (2010) Portes obscures, Centre d'Art la Panera (2008). Luz y tinieblas, Claustro Bajo de la Catedral de Burgos. (2008) Ojos rojos, galería Alejandro Sales, Barcelona (2007). Marina Núñez. Red, Ca L'Arenas, (2007). Espais d'ntersecció, Caixafòrum Lleida (2005). Continente sonámbulo, Casa de América, Madrid (2004) Ícaros, Escuela de Arte y Paraninfo de la Universidad, Zaragoza (2004). El Roser, Ajuntament de Lleida. (2001). Abducidas (con Mercedes Carbonell), Centro Andaluz de Arte Contemporáneo (2001). Galería Pascal Polar, Brussel·les (1997). John Berggruen Gallery, San Francisco (1997). La locura', Museo Nacional Centro de Arte Reina Sofía, Espacio Uno, (1997). Abbaye de Maubuisson. Centre d'Art d'Herblay, Paris.(1996). Galería OMR, México D.F. (1996) 

### Exposicions col·lectives
La seva obra ha participat en múltiples exposicions col·lectives com ara : Inventari general, Museu d'Art Jaume Morera (2018-2019). Naturel pas naturel, Palais Fesch, Musée des Beaux-Arts, Ajaccio, Corse. (2018). Feminisarte IV, Centro Cultural Español de Montevideo (2018). El arte y el sistema (del arte), Artium (2017). A la mesa, bodegones en el arte, Museo de Santa Cruz (2016). Mons (im)possibles', Centre d'Art La Panera (2016). Par le Bleu, la grande couleur…,Bastion de France à Porto-Vecchio, Còrcega (2015). God Save the Queen, MUSAC (2015). The sound of silence. Iconografías 2.0, Museo Patio Herreriano (2015). Dones: territoris artístics de resistència, La Nau, Universitat de València (2014). ¿A qué huele una exposición?, LABoral Centro de Arte (2014). Art Mòbil', Centre d'Art la Panera i Arts Santa Mònica (2013). Monstruo. Historias, promesas y derivas, Fundación Chirivella Soriano, València (2013). Nulla dies sine linea, Crypt Gallery, Londres (2012). Contextos en desus. Estratègies per habitar l'espai dels altres, Centre d'Art La Panera (2012). San Sebastián. De lo sagrado y lo profano. Un imaginario contemporáneo, Kutxa Kubo, Sant Sebastià. (2011). Desnudando a Eva, Institutos Cervantes de Berlín, Cracòvia i Bucarest (2011). Paral·lels, Museu d´Art Jaume Morera, (2011). Alchemy, Microwave International New Media Arts Festival, Hong Kong (2011).